# Echis leucogaster
Echis leucogaster là một loài rắn trong họ Rắn lục. Loài này được Roman mô tả khoa học đầu tiên năm 1972.